# Ludwig Crocius
Ludwig Crocius (29 de março de 1586 — 7 de dezembro de 1653 ou 1655) foi um ministro calvinista alemão. Foi delegado no Sínodo de Dort e professor de teologia e filosofia em Bremen . 

## Antecedentes e carreira
Ludwig Crocius nasceu em Laasphe, filho de Paul Crocius (1551-1607). Foi professor particular dos filhos dos condes de Nassau-Dillenburg e Wittgenstein-Berleburg. Desde 1583, foi ministro e superintendente em Laasphe. Crocius foi o autor de um livro de martirologia protestante: Groß Matyrbuch und Kirchenhistorien (1606). Johann Crocius era seu irmão mais novo.  Seu avô Matthias Crocius (1479–1557) era ministro em Zwickau e foi próximo de Martinho Lutero e Filipe Melâncton . 
Crocius estudou na Herborn Academy e, a partir de 1603, estudou teologia na Universidade de Marburgo, onde se formou em 1604. Em 5 de setembro de 1607, seu pai morreu, deixando seu cargo de pregador e inspetor do condado de Katzenelnbogen em Langenschwalbach.Crocius o sucedeu, mas em 1608 pediu licença a Maurício I, Conde de Hesse-Cassel para estudos adicionais. 
Crocius foi para as universidades de Bremen, Marburg e Basileia. Em 4 de abril de 1609, formou-se em Basileia e viajou para Genebra, a fim de estudar mais. De Genebra, retornou a Bremen e à igreja de São Martini como primeiro pregador e professor de filosofia e professor de teologia no Gymnasium Illustre, a partir de 1610. 

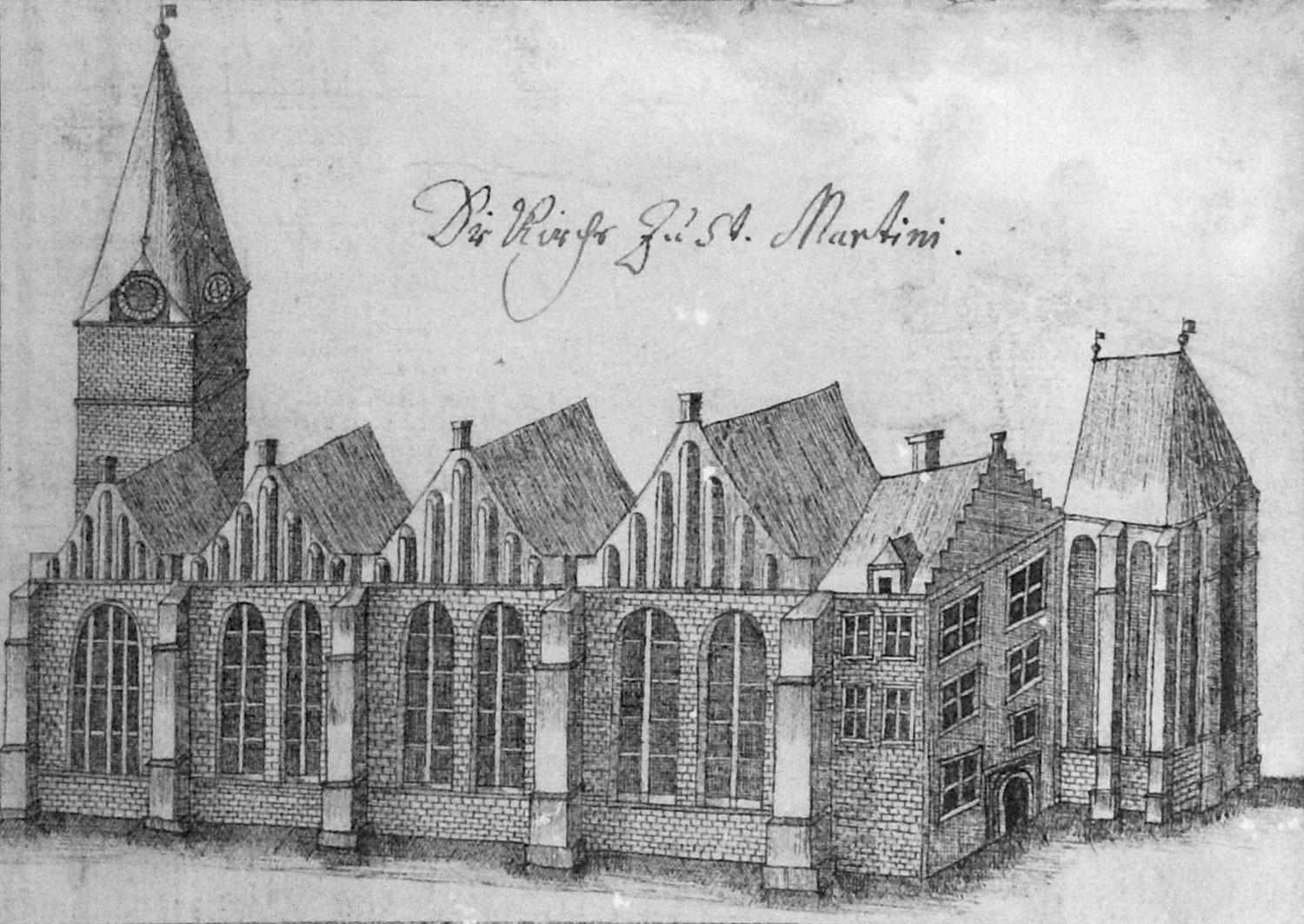
A Igreja de São Martini, em Bremen, no século XVIII.

Ele recusou ofertas posteriores de posições feitas por John Sigismund, Eleitor de Brandemburgo (1615) e Landgrave Moritz de Hesse-Kassel (1618), e também uma chance de se tornar superintendente geral da Silésia. De 1630 a 1639, e de 1647 até a sua morte, ele foi reitor um no colégio Ilustre. Ele correspondia com Samuel Hartlib e John Dury,  e com Gerardus Vossius. 
Em 1651, Crocius sofreu um ataque de apoplexia, mas permaneceu até 14 de maio de 1652 em seu posto de pregador na igreja Liebfrauenkirche. Ele ensinou no Gymnasium Illustre até sua morte, que ocorreu em Bremen. 

## Sínodo de Dort
Crocius viajou para o Sínodo de Dort em 1618 com Mathias Martinius e Heinrich Isselburg. O Senado de Bremen exigiu de seus três delegados que representassem uma linha teológica moderada que remonta a Filipe Melâncton, conforme definido no Consensus Bremensis de 1595 e corresponde às práticas locais; Por razões prudenciais, Bremen havia se inscrito na Confissão de Augsburgo . 
Crocius e Martinius estavam no pequeno grupo de delegados de Dort que rejeitaram a expiação limitada.  Crocius fez uma crítica pública a Johannes Bogermann, que presidia o Sínodo, por sua dureza em relação aos Remonstrantes ; e deu outros sinais claros de simpatia pelas visões arminianas. Os representantes de Bremen, no entanto, assinaram os Cânones de Dort. Em termos práticos, eles não implicavam restrições ou obrigações para a igreja em Bremen, uma vez que as conclusões do Sínodo não eram confessionalizadas ali. Isso não teve consequências, para a reputação de Bremen entre os calvinistas. 

## Controvérsia
Ele foi atacado pelo luterano Balthasar Mentzer em seu Anti-Crocius de (1621). 
Após o Sínodo de Dort, os argumentos sobre a predestinação ressoaram em Bremen. O pregador da Igreja de São Ansgário, Philipp César, era um defensor da doutrina estrita. César pregou nesse sentido ao conselho local. Em 1624, ele renunciou ao cargo e deixou Bremen, mas as igrejas de São Ansgário e São Stephani se esforçaram para ganhar César como pregador; mas a nomeação foi rejeitada pelo senado. Heinrich Isselburg, o pregador da igreja Liebfrauenkirche, morreu em 29 de março de 1628 e parecia que César poderia assumir a posição vaga. Para impedir que Ludwig Crocius fosse nomeado para o local. 
César, em 1628, pôde pregar em St. Martini, pois essa posição se tornara livre; agora pela nomeação. Em 1630, no entanto, César novamente deixou a cidade e finalmente se converteu ao catolicismo. A situação em Breman resolveu com Crocius, Conrad Bergius (1592-1642) em St. Ansgarii e Balthasar Willius (1606-1656), pregador da Liebfrauenkirche como representantes dos ensinamentos moderados de Melanchthon e, por outro lado, a High School o reitor Johann Combach, Henricus Flockenius em St. Remberti e Petrus Carpenter em St. Stephani como representantes da estrita doutrina. 
Os debates em Dort ainda lançam uma longa sombra e, em 1640, quando Crocius foi atacado como arminiano por Hendrik Alting, que também havia participado do sínodo, John Davenant e Joseph Hall intervieram na controvérsia para defendê-lo. 

## Obras
Crocius foi classificado com os escritores eirenicistas de seu tempo.  Ele tinha uma reputação de tolerante e moderado, e mantinha relações amigáveis com Calixtus em Helmstedt . Seu Antisocinismus Contractus (1639) atacou os socinianos no centenário da morte de Fausto Socino. O trabalho pode ter sido destinado ao uso pedagógico com os alunos. 
Ele traduziu Basílio e, em 1617, publicou uma edição de De Religione Christiana de Marsilio Ficino .  Ele foi um escritor prolífico, com um número estimado de 71 publicações. Syntagma sacrae Theologiae (1636) foi um trabalho importante. Outros foram: 
- Veja Tratados de Verstandicheit der Heyligen principelyk ghestelt teghens hec boek P. Bertii van den Afval der Heyligen door Lud. Crocium (1615);
- O Homo Calvinianus impie descriptus a Dr. Matth. Hoe Austriaco (1620), polêmico;
- A descrição das falsaes examinadas é discutida no Calvinistarum Hoeji IV. defensis (1621);
- Assertio Augustanae confessionis contra Mentzerum IV disputatt. (1621);
- Inúmeros trabalhos mais curtos contra Roberto Belarmino e os jesuítas . [1]

Ele escreveu sobre Germânia (1618) como um trabalho escolar, e também a Idea viri boni hoc está octo et quadringenta Sixti sive Xisti sententiae quae vitae honestae et religiosae epitomen complectuntur (1618). 